# Korsós György
Korsós György, (Győr, 1976. augusztus 22. –) korábbi válogatott magyar labdarúgó, középpályás. Legutóbb a Bácsa játékosa volt, illetve rövid ideig edzette is a csapatot. Huszonkét mérkőzésen lépett pályára a BL-ben, ezzel ő a második legtöbb BL mérkőzésen szerepelt magyar labdarúgó. Jelenleg az M4 Sportnál stúdiós szakértő.

## Pályafutása

### Klubcsapatban
A Győri ETO-ban lett élvonalbeli játékos majd huszonhárom évesen igazolt külföldre. A Sturm Graz színeiben két idényben is pályára lépett a Bajnokok Ligájában, valamint Szabics Imre csapattársaként is futballozott. A grazi klubtól a Rapid Wienhez szerződött, ahol alapemberként számoltak vele és újfent pályára léphetett a legrangosabb európai kupában és 2005-ben bajnoki címet szerzett. Némi görögországi kitérőt követően az Austria Wien játékosa lett, azonban Bécsben már csak az amatőr csapatban kapott szerepet. 

### A válogatottban
1998 és 2005 között 33 alkalommal szerepelt a válogatottban és egy gólt szerzett. Háromszoros utánpótlás válogatott (1996–97).

## Sikerei, díjai
- Osztrák bajnokság
  - bajnok: 2004–05
  - 2.: 1999–00, 2001–02
- Osztrák kupa
  - döntős: 2002
- Osztrák szuperkupa
  - döntős: 2002

## Statisztika

### Mérkőzései a válogatottban
| Magyarország | Magyarország        | Magyarország                    | Magyarország        | Magyarország | Magyarország        | Magyarország | Magyarország | Magyarország |
| #            | Dátum               | Helyszín                        | Hazai               | Eredmény     | Vendég              | Kiírás       | Gólok        | Esemény      |
| ------------ | ------------------- | ------------------------------- | ------------------- | ------------ | ------------------- | ------------ | ------------ | ------------ |
| 1.           | 1998. május 27.     | Nyíregyháza, Városi Stadion     | Magyarország        | 1 – 0        | Litvánia            | barátságos   | -            | 80'          |
| 2.           | 1998. szeptember 6. | Budapest, Népstadion            | Magyarország        | 1 – 3        | Portugália          | Eb-selejtező | -            | 77'          |
| 3.           | 1998. október 10.   | Bakı, Tofik Bahramov Stadion    | Azerbajdzsán        | 0 – 4        | Magyarország        | Eb-selejtező | -            | 64'          |
| 4.           | 1998. november 18.  | Budapest, Üllői úti Stadion     | Magyarország        | 2 – 0        | Svájc               | barátságos   | 1            | 1'           |
| 5.           | 1999. március 10.   | Budapest, Üllői úti Stadion     | Magyarország        | 1 – 1        | Bosznia-Hercegovina | barátságos   | -            |              |
| 6.           | 1999. március 27.   | Budapest, Üllői úti Stadion     | Magyarország        | 5 – 0        | Liechtenstein       | Eb-selejtező | -            |              |
| 7.           | 1999. március 31.   | Pozsony, Tekelné Pole Stadion   | Szlovákia           | 0 – 0        | Magyarország        | Eb-selejtező | -            |              |
| 8.           | 1999. április 28.   | Budapest, Népstadion            | Magyarország        | 1 – 1        | Anglia              | barátságos   | -            |              |
| 9.           | 1999. június 5.     | Bukarest, Steaua Stadion        | Románia             | 2 – 0        | Magyarország        | Eb-selejtező | -            |              |
| 10.          | 1999. június 9.     | Győr, Rába ETO Stadion          | Magyarország        | 0 – 1        | Szlovákia           | Eb-selejtező | -            |              |
| 11.          | 1999. augusztus 18. | Budapest, Üllői úti Stadion     | Magyarország        | 1 – 1        | Moldova             | barátságos   | -            |              |
| 12.          | 1999. szeptember 4. | Vaduz, Rheinpark Stadion        | Liechtenstein       | 0 – 0        | Magyarország        | Eb-selejtező | -            |              |
| 13.          | 1999. szeptember 8. | Budapest, Üllői úti Stadion     | Magyarország        | 3 – 0        | Azerbajdzsán        | Eb-selejtező | -            |              |
| 14.          | 1999. október 9.    | Lisszabon, Estádio da Luz       | Portugália          | 3 – 0        | Magyarország        | Eb-selejtező | -            |              |
| 15.          | 2000. április 26.   | Belfast, Windsor Park           | Észak-Írország      | 0 – 1        | Magyarország        | barátságos   | -            | 57'          |
| 16.          | 2000. május 31.     | Győr, Rába ETO Stadion          | Magyarország        | 2 – 2        | Szaúd-Arábia        | barátságos   | -            | 78'          |
| 17.          | 2000. június 3.     | Budapest, Fáy utcai Stadion     | Magyarország        | 2 – 1        | Izrael              | barátságos   | -            | 64'          |
| 18.          | 2000. augusztus 16. | Budapest, Népstadion            | Magyarország        | 1 – 1        | Ausztria            | barátságos   | -            |              |
| 19.          | 2000. szeptember 3. | Budapest, Népstadion            | Magyarország        | 2 – 2        | Olaszország         | vb-selejtező | -            |              |
| 20.          | 2000. október 11.   | Kaunas                          | Litvánia            | 1 – 6        | Magyarország        | vb-selejtező | -            |              |
| 21.          | 2000. november 15.  | Szkopje                         | Macedónia           | 0 – 1        | Magyarország        | barátságos   | -            |              |
| 22.          | 2001. február 28.   | Zenica                          | Bosznia-Hercegovina | 1 – 1        | Magyarország        | barátságos   | -            |              |
| 23.          | 2001. március 24.   | Budapest, Népstadion            | Magyarország        | 1 – 1        | Litvánia            | vb-selejtező | -            |              |
| 24.          | 2001. április 25.   | Budapest, Üllői úti Stadion     | Magyarország        | 0 – 0        | Finnország          | barátságos   | -            |              |
| 25.          | 2001. június 2.     | Bukarest                        | Románia             | 2 – 0        | Magyarország        | vb-selejtező | -            |              |
| 26.          | 2001. június 6.     | Budapest, Népstadion            | Magyarország        | 4 – 1        | Grúzia              | vb-selejtező | -            |              |
| 27.          | 2001. augusztus 15. | Budapest, Népstadion            | Magyarország        | 2 – 5        | Németország         | barátságos   | -            |              |
| 28.          | 2001. szeptember 1. | Tbiliszi                        | Grúzia              | 3 – 1        | Magyarország        | vb-selejtező | -            |              |
| 29.          | 2001. szeptember 5. | Budapest, Népstadion            | Magyarország        | 0 – 2        | Románia             | vb-selejtező | -            | 46'          |
| 30.          | 2005. február 9.    | Cardiff, Millenium-stadion      | Wales               | 2 – 0        | Magyarország        | barátságos   | -            | 64'          |
| 31.          | 2005. március 30.   | Budapest, Szusza Ferenc Stadion | Magyarország        | 1 – 1        | Bulgária            | vb-selejtező | -            | 74'          |
| 32.          | 2005. október 12.   | Budapest, Szusza Ferenc Stadion | Magyarország        | 0 – 0        | Horvátország        | vb-selejtező | -            |              |
| 33.          | 2005. november 16.  | Athén, Karaiszkákisz Stadion    | Görögország         | 2 – 1        | Magyarország        | barátságos   | -            |              |
|              | Összesen            |                                 |                     | 33           | mérkőzés            |              | 1            | gól          |